# Biometria

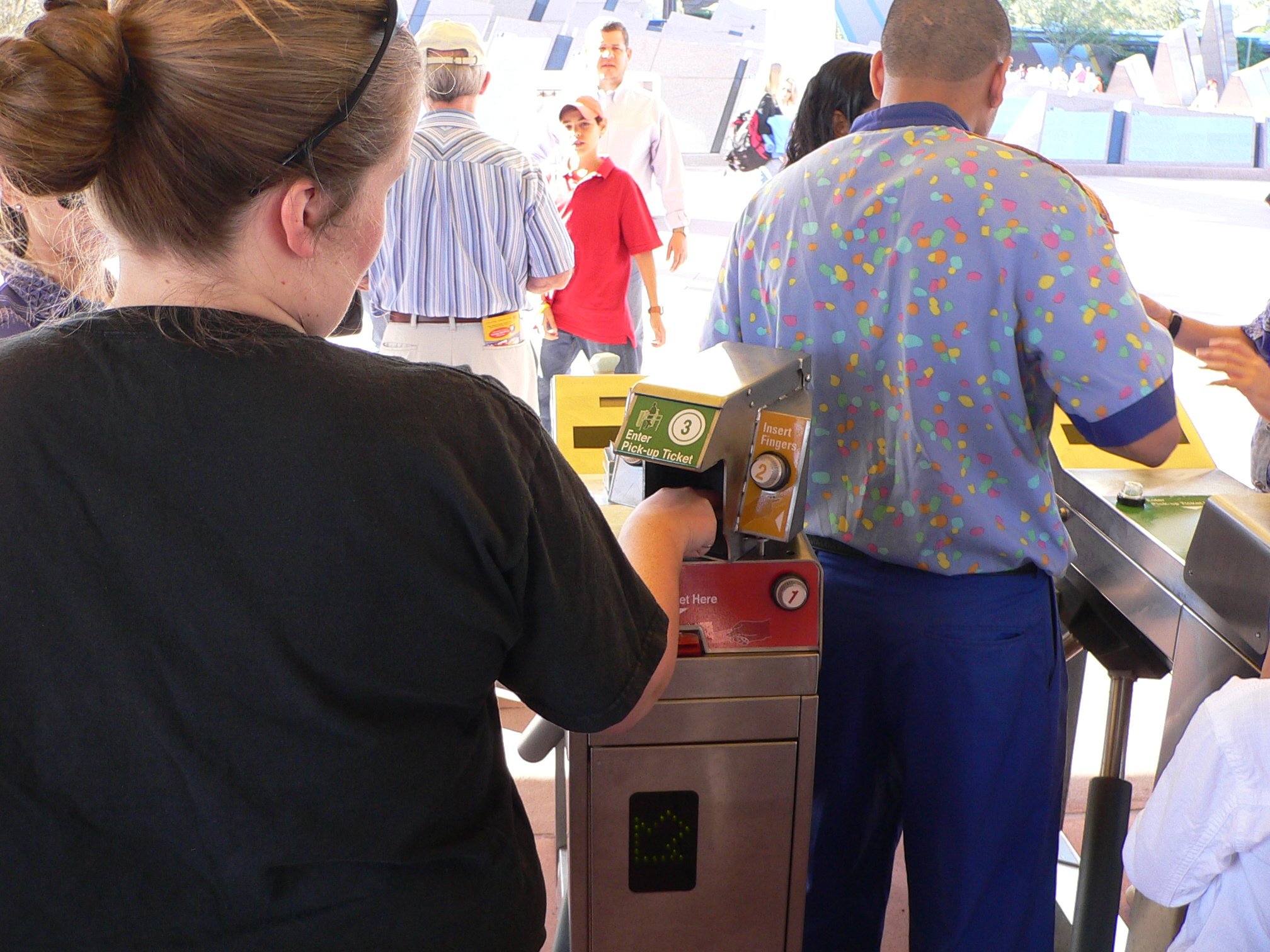
A Disney World, la scansione delle impronte dei possessori di biglietti validi più giorni garantisce la non cedibilità degli stessi

La biometria (dalle parole greche bìos = "vita" e métron = "conteggio" o "misura") è la «disciplina che studia le grandezze biofisiche allo scopo di identificarne i meccanismi di funzionamento, di misurarne il valore e di indurre un comportamento desiderato in specifici sistemi tecnologici».
Le dimensioni del cranio e la conformazione dell'apparato scheletrico, in termini di proporzione fra le sue componenti, sono fra le prime variabili studiate nella storia della biometria. L’autenticazione tramite riconoscimenti biometrici è usata nell’informatica come forma di identificazione e di controllo sugli accessi. È inoltre utilizzata per riconoscere individui sotto sorveglianza mentre si trovano insieme ad altre persone.
Gli identificatori biometrici sono caratteristiche distintive e misurabili usate per etichettare e descrivere un individuo. Gli identificatori biometrici sono spesso classificati come caratteristiche fisiche o caratteristiche comportamentali. Le caratteristiche fisiche si riferiscono alla forma del corpo. Alcuni esempi possono essere le impronte digitali, le vene delle dita o del palmo della mano, la forma del viso, il DNA, l’impronta della mano, la geometria della mano, il riconoscimento dell’iride o della retina dell’occhio. Le caratteristiche comportamentali, invece, sono strettamente legati alle abitudini di una persona, includendo ma non limitandosi al ritmo di battitura, l’andatura e alla voce.
I metodi più tradizionali del controllo sugli accesso includevano sistemi di identificazioni basati su carte di riconoscimento, come la patente di guida o il passaporto, e sistemi basati sulla conoscenza di informazioni, quali la password o al PIN. Dato che gli identificatori biometrici sono unici da individuo a individuo, sono molto più affidabili nel verificare l’identità rispetto a metodi basati su documenti o informazioni; comunque, l’insieme degli identificatori biometrici solleva preoccupazioni riguardo all’uso finale di queste informazioni.

## Applicazioni
Fra le principali applicazioni della biometria vi sono le seguenti:
- analisi di caratteristiche tipiche di popolazioni di viventi;
- studio delle associazioni genetiche fra specie;
- epidemiologia;
- medicina (diagnosi);
- farmacologia (dosaggio);
- tassometria;
- identificazione degli individui.

Attualmente, la maggior parte degli sforzi della comunità scientifica e della ricerca industriale è orientata allo studio di quelle variabili che permettono l'identificazione affidabile degli individui. Le tecniche biometriche di identificazione sono infatti finalizzate a identificare un individuo sulla base delle sue peculiari caratteristiche fisiologiche o comportamentali, difficili da alterare o simulare.
Tra le variabili più frequentemente prese in esame: impronte digitali, geometria della mano e del volto, conformazione della retina o dell'iride, timbro e tonalità di voce.

## Funzionalità biometriche
Molti diversi aspetti della fisionomia, chimica o comportamento umano possono essere utilizzati per l’identificazione biometrica. La selezione di un particolare biometrico per essere utilizzato in un’applicazione specifica coinvolge molteplici fattori. Jain, insieme al suo gruppo di collaboratori, (1999) identificò sette fattori da utilizzare per valutare l’idoneità di qualsiasi tratto da utilizzare nell'autenticazione biometrica.
- Universalità significa che ogni persona che usa quel sistema deve possedere quel tratto.
- Unicità significa che il tratto dovrebbe essere sufficientemente differente per ogni individuo in modo tale da renderlo unico e distinguibile dagli altri.
- Permanenza legata alla maniera in cui il tratto evolve nel tempo. Nello specifico, un tratto con una “buona” permanenza resterà ragionevolmente invariato nel tempo continuando a rispettare le specifiche dell’algoritmo.
- Misurabilità (collezionabilità) riferita alla facilità nell'acquisizione o nella misurazione del tratto.
- Performance riferita all’accuratezza, velocità e robustezza della tecnologia usata.
- Accettabilità riferita a quanto bene gli individui in una buona percentuale della popolazione accettano la tecnologia dato che il loro tratto biometrico verrà registrato e valutato.
- Circonvenzione legata alla facilità di un tratto nel poter essere imitato usando uno strumento o sostituito.

Un corretto uso biometrico dipende molto dall’applicazione. Alcune tecniche biometriche saranno meglio di altre in base ai requisiti dei livelli di convenienza e sicurezza. Nessuna singola tecnica biometrica soddisferà i requisiti di ogni possibile applicazione. 

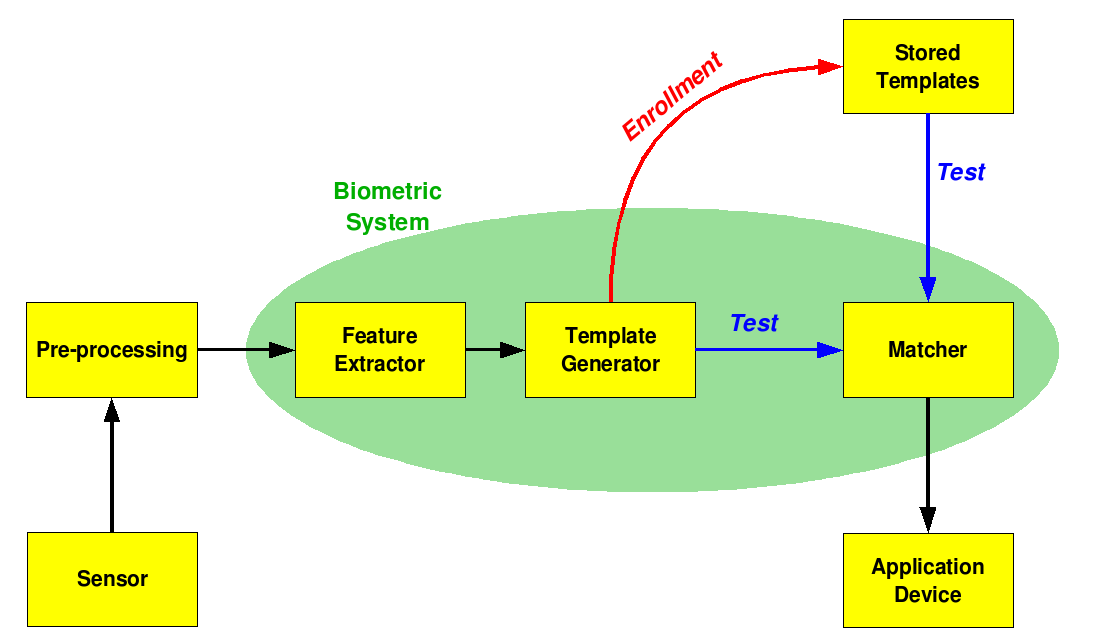

Il diagramma a blocchi illustra i due metodi di base per un sistema biometrico. Per prima cosa, durante la verifica (o autenticazione) il sistema comparerà il tratto biometrico registrato con lo specifico tratto raccolto nel database per verificare l’identità che l’individuo rivendica. Al fine di verificare l’identità di una persona, il sistema segue tre passi. Il primo consiste nel generare e memorizzare nel database tutti i modelli degli utenti. Nel secondo passo, alcuni campioni sono abbinati a modelli di riferimento per generare i punteggi di riconoscimenti riusciti e di impostori, in modo da calcolare una soglia di errore.
Infine, il terzo passo consiste nel test del sistema. Questo processo può essere accompagnato da una carta, un username o da un codice seriale (per esempio un PIN) per indicare con quale modello deve essere comparato [note 3]. 
Secondariamente, in modalità identificazione il sistema compara il profilo con tutti i modelli registrati nel database provando a riconoscere l’identità dell’individuo sconosciuto. Il sistema riuscirà a identificare l’individuo se la comparazione del campione biometrico con un utente registrato nel database rientrerà all’interno della soglia prestabilita in fase di progettazione. La modalità identificazione può essere utilizzata sia per “riconoscimento positivo” (in questo modo l’utente non deve fornire nessuna informazione sul modello da comparare) sia per “riconoscimento negativo” della persona “durante il quale il sistema stabilirà se la persona è colei che afferma di essere (implicitamente o esplicitamente) oppure no”[4].  Quest’ultima funzione può essere eseguita soltanto tramite metodi biometrici dato che altri metodi di riconoscimento come password, PIN o chiavi sono inefficaci.
La prima volta che una persona utilizza un sistema biometrico è chiamata registrazione. Durante la registrazione, vengono raccolte le informazioni biometriche e registrate. In usi successivi, le informazioni biometriche vengono cancellate e comparate con le informazioni raccolte durante la fase di registrazione. È importante notare che l’immagazzinamento e il recupero di quest’ultime in queste tipologie di sistemi deve essere sicuro per garantire la robustezza dell’applicazione. Il primo blocco (sensore) è l’interfaccia tra il mondo reale e il sistema; esso deve acquisire tutti i dati necessari. Il più delle volte si occupa di acquisire un’immagine, ma può cambiare in base alle caratteristiche desiderate. Il secondo blocco esegue tutti i processi necessari prima dell’inizio della comparazione: deve rimuovere gli oggetti inutili dell’immagine, migliorare i dati di input (per esempio rimuovere rumori di sottofondo), usare qualche tipo di normalizzazione, etc. Il terzo blocco le vengono estratte le caratteristiche necessarie. Questo passo è importante dato che le caratteristiche devono essere raccolte nella maniera migliore possibile. Un vettore di numeri o un’immagine con proprietà particolari possono venire utilizzate per creare un modello. Un modello è una sintesi delle caratteristiche rilevanti estratte dalla fonte. Elementi della misurazione biometrica che tendenzialmente non sono utilizzate nell’algoritmo di comparazione sono scartate in modo tale da ridurre le dimensioni del file e proteggere l’identità della persona.
Durante la fase di registrazione, il modello è semplicemente immagazzinato da qualche parte (su una carta magnetica o in un database o in entrambi). Durante la fase di comparazione, il modello ottenuto è sottoposto alla comparazione per confrontarlo con altri modelli già esistenti, stimando la distanza tra gli altri utilizzando un algoritmo qualsiasi (per esempio la distanza di hamming). Il programma predisposto alla comparazione analizzerà il modello con quello in input. Questo verrà quindi utilizzato per qualsiasi uso o scopo specificato (per esempio l’entrata in un'area riservata). L’uso di tecniche biometriche in una determinata applicazione dipende dalle caratteristiche misurate e dai requisiti dell’utente. Nel scegliere un particolare biometrico, i fattori da considerare includono: prestazioni, accettabilità sociale, facilità di elusione e/o spoofing, robustezza, copertura della popolazione, dimensioni delle attrezzature necessarie e deterrenza dal furto d’identità. La selezione della biometria basata sui requisiti dell’utente considera i sensori e la disponibilità del dispositivo, tempo di calcolo e affidabilità, costo, grandezza del sensore e consumo di potenza. 

## Sistemi biometrici multimodali
I sistemi biometrici multimodali utilizzano molteplici sensori o sistemi biometrici per superare le limitazioni dei sistemi biometrici unimodali. Un esempio è il sistema di riconoscimento dell’iride che può essere compromesso dall’invecchiamento dell’iride o il sistema per lo scanner di impronte digitali dal logoramento delle dita. Mentre i sistemi biometrici unimodali sono limitati dall’integrità degli identificatori biometrici, per i sistemi biometrici multimodali risulterà più difficile soffrire di queste limitazioni basandosi su molte caratteristiche. I sistemi biometrici multimodali possono ottenere una collezione di informazioni dallo stesso marcatore (per esempio molte immagini dell’iride o molteplici scansioni dello stesso dito) o informazioni da differenti passaggi biometrici (richiesta di uno scan delle impronte digitali, riconoscimento della voce, un codice detto a voce).
I sistemi biometrici multimodali possono fondere più sistemi biometrici unimodali sequenzialmente, simultaneamente, una combinazione di questi, o in serie, in modo da riferirsi rispettivamente a una modalità di accesso sequenziale, parallela, gerarchica o di integrazione seriale. L’unione di informazioni biometriche può servire per il riconoscimento di un individuo su diversi livelli. In caso di unione a livello di funzionalità, i dati stessi o le funzionalità estratte da più elementi biometrici vengono fusi. L’unione dei livelli di punteggio della comparazione consolida il risultato generato dai diversi classificatori nelle diverse modalità. In conclusione, in caso di unione a livello decisionale, i risultati finali dei molteplici classificatori sono combinati attraverso tecniche quali il voto di maggioranza. La combinazione di diversi livelli di unione è reputata molto più efficace degli altri livelli di fusione perché i set di informazioni combinati contengono molte più informazioni riguardo ai dati biometrici in input rispetto al confronto su comparazione o la decisione tramite dei classificatori. Perciò, l’unione di livelli combinati è considerata più efficiente dato che permette riconoscimenti e risultati molto più precisi.
Attacchi di tipo spoof consistono nel sottoporre falsi tratti biometrici al sistema biometrico, e sono una grave minaccia che può ridurre la loro sicurezza. I sistemi biometrici multimodali sono intrinsecamente più resistenti agli attacchi di tipo spoof, ma studi recenti hanno dimostrato che possono essere aggirati anche da un singolo tratto biometrico falso.

## Performance
I seguenti indicatori sono utilizzati per quantificare le perfomance dei sistemi biometrici:
- False match rate (FMR, in italiano la percentuale di falsi positivi anche chiamata FAR = False accept Rate): la probabilità che il sistema riconosca i dati in input con un modello all’interno del database con cui non dovrebbe avere un risultato positivo. FMR misura la percentuale di input invalidi che sono accettati incorrettamente. Nel caso in cui la persona si dimostri un impostore, ma il risultato della comparazione è maggiore della soglia, allora viene considerato un risultato positivo. Questo aumenta il FMR, il quale dipende anche dal valore della soglia.
- False non-match rate (FNMR, in italiano la percentuale di falsi negativi anche detta FRR = False Reject Rate): la probabilità che il fallisca nel riconoscimento di un input positivo con un modello registrato all’interno del database. FNMR misura la percentuale di input validi che vengono rifiutati incorrettamente.
- “Receiver operating characteristic” (in italiano la caratteristica operativa del ricevitore) anche detta “relative operating characteristic” (ROC): la funzione definita dal ROC è una caratterizzazione visiva della differenza tra il FMR e il FNMR. In generale, l’algoritmo di comparazione prende la decisione in base alla soglia che determina quanto il modello deve essere simile all’input in modo tale da essere considerato positivo. Se la soglia viene ridotta, ci saranno meno FNMR ma più falsi positivi. Al contrario, una soglia più alta farà ridurre il FMR ma aumenterà il FNMR. Una comune variazione è il “Detection error trade-off” (DET), il quale è ottenuto usando una normale variazione della scala su entrambi gli assi. Questo grafico più lineare enfatizza le differenze per performance maggiori (rari errori).
- Equal error rate o “crossover error rate” (EER o CER): il valore nel quale l’accettazione e il rifiuto sono uguali. Il valore del EER può essere facilmente ottenuto dalla funzione del ROC. Il EER è un modo veloce per comparare l’accuratezza di diversi dispositivi tramite le rispettive funzioni. In generale, il dispositivo con il minore EER è il più preciso.
- Failure to enroll rate (FTE o FER): tale valore indica quanti tentativi deve fare in fase di registrazione per accettare un nuovo modello all’interno del database. Questo valore è principalmente dovuto alla qualità dei valori in input.
- Failure to capture rate (FTC): nei sistemi automatici, indica la probabilità che il sistema fallisca nel riconoscere un input biometrico quando gli viene sottoposto correttamente.
- Template capacity: indica il numero massimo di collezioni di dati che possono essere conservati all’interno del sistema.

## Storia della biometria
Una prima catalogazione delle impronte digitali risale al 1891, quando Juan Vecetich iniziò a collezionare le impronte digitali dei criminali in Argentina. Josh Ellenbogen e Nitzan Lebovic sostennerò che la Biometria ha origine nei sistemi di identificazione delle attività criminali sviluppata da Alphonse Bertillion (1853-1914) e dalla teoria delle impronte digitali e fisionomia di Francis Galton. Secondo Lebovic, il lavoro di Galton “ha condotto le applicazioni dei modelli matematici alle impronte digitali, frenologia, e alle caratteristiche facciali”, come parte dell’“identificazione assoluta” e “una chiave per sia includere sia escludere” della popolazione. Di conseguenza, “il sistema biometrico è l’assoluta arma politica della nostra era” e una forma di “controllo leggero”. Il teorico David Lyon ha dimostrato che durante gli scorsi due decenni, i sistemi biometrici hanno penetrato il mercato civile, e offuscato le linee guida tra le forme di controllo dei governi e il controllo privato delle imprese. Kelly A. Gates ha identificato l’11 settembre come il punto di svolta per il linguaggio culturale del nostro presente: “nel linguaggio degli studi culturali, le conseguenze dell’11 settembre sono state un momento di articolazione, dove oggetti o eventi che non hanno bisogno di connessione si riuniscono e si stabilisce una nuova formazione del discorso: riconoscimento facciale automatizzato come tecnologia di sicurezza nazionale.” Kelly A. Gates, Our Biometric Future: Facial Recognition Technology and the Culture of Surveillance (New York, 2011), p. 100.

## Tecniche e tecnologie di identificazione
Le tecniche biometriche di identificazione possono essere applicate sia al controllo dell'accesso a luoghi ed informazioni, sia all'autenticazione di informazioni, in sostituzione di sistemi nome utente/parola chiave, o di dispositivi elettronici o meccanici aventi funzione di chiave.
L'utilizzo delle tecniche biometriche avviene attraverso un Sistema di riconoscimento biometrico, questi sistemi si stanno espandendo in diversi settori, con costi ancora abbastanza elevati.

### Aspetti legali
Con un Provvedimento del 21 luglio 2005, l'Autorità garante per la protezione dei dati personali dello Stato Italiano si è pronunciata sulla relazione tra privacy ed utilizzo di dati biometrici nell'ambito del rapporto di lavoro, a seguito della richiesta di una pronuncia preliminare in riferimento all'art. 17 del Codice privacy, avanzata da un'azienda italiana.
Tale articolo prevede, infatti, una verifica preventiva dell'Autorità Garante prima di procedere al trattamento di dati attraverso procedure che, potenzialmente, presentino rischi di violazione delle norme che tutelano i diritti dei cittadini in materia di privacy.
L'azienda ha chiesto di verificare la regolarità di un eventuale trattamento di dati biometrici dei dipendenti, attuabile per registrarne gli accessi alle sedi aziendali e quindi controllarne le presenze sul lavoro anche a fini retributivi e disciplinari.
L'Autorità si è espressa evidenziando, a priori, due aspetti legali:
- la necessità di informare in modo compiuto i dipendenti circa i dati loro richiesti e le modalità di gestione degli stessi;
- la necessità di garantire ai dipendenti la possibilità di registrare la propria presenza sul lavoro attraverso metodi alternativi (es.: firma su registro, timbratura con sistemi meccanici o elettronici) rifiutando quindi il conferimento all'azienda di dati biometrici.

Quindi, entrando nel merito della richiesta in esame, sulla base dei principi di necessità e pertinenza stabiliti dal Codice privacy vigente, l'Autorità ha dichiarato illegittimo l'utilizzo di dati biometrici per la registrazione delle presenze dei dipendenti presso la sede di lavoro. 
Secondo il Garante tale attività, che pure rientra nei diritti del datore di lavoro, può essere svolta in modo efficiente ed affidabile utilizzando strumenti di registrazione tradizionali: per l'Autorità, la richiesta di acquisire dati biometrici appare dunque sproporzionata, per la salvaguardia del diritto alla privacy dell'individuo, rispetto alle finalità gestionali dell'iniziativa.
Per il Garante, le tecniche biometriche non possono essere utilizzate se è possibile l'uso di strumenti meno invasivi, anche se più costosi per l'azienda.
In deroga a questa regola, e con precise limitazioni, ne è consentito l'uso nei casi in cui il diritto alla pubblica sicurezza prevale sul diritto individuale alla privacy. 
Ad esempio, per finalità di controllo antiterroristico, o per il controllo degli accessi all'interno d'impianti produttivi operanti su materiale altamente pericoloso.

#### Normativa europea
All'interno dell'Unione europea, il trattamento dei dati biometrici sottostà al regolamento generale sulla protezione dei dati. All'interno del regolamento, per dato biometrico si intende qualsiasi dato personale "relativo a caratteristiche fisiche, fisiologiche o comportamentali di una persona fisica che ne consentono o confermano l'identificazione univoca"(art. 4 co. 14).
Sono dati particolarmente sensibili e figurano tra le "categorie particolari di dati personali", godendo quindi di maggiori protezioni. Il loro trattamento è generalmente vietato. Viene consentito solo se si verifica uno dei casi elencati all'articolo 9 comma 2.

## Sistemi biometrici adattativi
I sistemi biometrici adattativi mirano ad aggiornare automaticamente i modelli o il modello alla variazione della intra-classe dei dati operativi. I due vantaggi di questi sistemi sono la risoluzione del problema dei dati di allenamento limitati e il monitoraggio delle variazioni temporali dei dati di input attraverso l’adattamento. Recentemente, la biometria adattativa ha ricevuto un’attenzione significativa da parte della comunità scientifica. Si prevede che questa direzione della ricerca acquisterà nuove forze a causa dei suoi vantaggi promulgati. Innanzitutto, con un sistema biometrico adattativo, non è più necessario raccogliere un gran numero di campioni biometrici durante il processo di registrazione. In secondo luogo, non è più necessario iscrivere nuovamente o riqualificare il sistema da zero per far fronte all’ambiente che cambia. Questa praticità può ridurre in modo significativo il costo del mantenimento del sistema biometrico. Nonostante questi vantaggi, ci sono diversi problemi aperti coinvolti con questi sistemi. Per errore di classificazione errata (falso accettazione) da parte del sistema biometrico, causa l’adattamento utilizzando un campione di un impostore. Tuttavia, gli sforzi di ricerca sono diretti a risolvere i problemi aperti associati al campo della biometria adattativa. Maggiori informazioni sui sistemi biometrici adattativi possono essere trovati nella revisione critica di Rattani et al.

## Recenti vantaggi nella biometria emergente
Negli ultimi tempi sono emersi segnali biometrici basati su segnali cerebrali (elettroencefalogramma) e cardiaci (elettrocardiogramma). Il gruppo di ricerca dell’Università del Kent guidato da Ramaswamy Palaniappan ha dimostrato che le persone hanno determinati modelli cerebrali e cardiaci distinti, specifici per ogni individuo. Il vantaggio di tale tecnologia “futuristica” è che è più resistente alle frodi rispetto alla biometria convenzionale come le impronte digitali. Tuttavia, tale tecnologia è generalmente più ingombrante e presenta ancora problemi come una minore precisione e una scarsa riproducibilità nel tempo. Questa nuova generazione di sistemi biometrici si chiama biometrica di intenti e mira a scannerizzare l’intento. La tecnologia analizzerà le caratteristiche fisiologiche come il movimento degli occhi, la temperatura corporea, la respirazione etc. e predirà comportamenti pericolosi o intenti ostili che si concretizzino nell’azione. 
Dal punto di vista della portabilità dei prodotti biometrici, sempre più fornitori stanno adottando sistemi di autenticazione biometrica (SAB) notevolmente miniaturizzati, con conseguente risparmio sui costi, in particolare per le distribuzioni su larga scala. 

### Firme operative
Una firma operativa è una modalità biometrica in cui il modo in cui una persona che utilizza un dispositivo o un sistema complesso viene registrato come modello di verifica. Un potenziale uso di questo tipo di firma biometrica è quello di distinguere tra gli utenti remoti di sistema di chirurgia telerobotica che utilizzano reti pubbliche per la comunicazione.

### Requisiti proposti per particolari network pubblici
John Michael (Mike) McConnel, ex vice ammiraglio della Marina degli Stati Uniti, ex direttore della US National Intelligence e Vice Presidente Senior della Booz Allen Hamilton ha promosso lo sviluppo di una futura capacità di richiedere l’autenticazione biometrica per accedere a determinate reti pubbliche nel suo discorso di apertura alla Conferenza Biometrica del Consorzio del 2009. 
Una premessa di base nella proposta è che la persona che si è autenticata in modo univoco utilizzando la biometria con il computer è in realtà anche l’agente che esegue azioni potenzialmente dannose da quel computer. Tuttavia, se il controllo del computer è stato sovvertito, ad esempio in cui il computer entri a far parte di una botnet controllata da un hacker, la conoscenza dell’identità dell’utente al terminale non migliora sostanzialmente la sicurezza della rete.
Recentemente, è stato sviluppato un altro approccio alla sicurezza biometrica, questo metodo scansiona l’intero corpo dei soggetti in esame per garantire una migliore identificazione di quest’ultimi. Questo metodo non è accettato a livello globale perché è molto complesso e le persone sono preoccupate per la loro privacy.

## Problemi e preoccupazioni

### Dignità umana
La biometria è stata considerata anche uno strumento per lo sviluppo dell’autorità statale (per dirla in termini foucaltiani, di disciplina e biopotere). Trasformando il soggetto umano in una serie di parametri biometrici, la biometria disumanizza la persona violerebbe l’integrità fisica e, alla fine, offendeva la dignità umana.
In un caso ben noto, il filosofo italiano Giorgio Agamben ha rifiutato di entrare negli Stati Uniti in segno di protesta per il programma di indicazione degli Stati Uniti per visitatore e immigrati (US-VISIT), il quale prevedeva che gli venissero registrate le impronte digitali e fotografato. Agamben ha sostenuto che la raccolta di dati biometrici è una forma di tatuaggio bio-politico, simile al tatuaggio degli ebrei durante l’Olocausto. Secondo Agamben, la biometria trasforma la persona umana in un corpo nudo. Agamben si riferisce alle due parole usate dagli antichi greci per indicare “la vita”, zoe, che è la vita comune agli animali e agli esseri umani, solo vita e bios, che è la vita nel contesto umano, con significato e scopi. Agamben prevede la riduzione a corpi spogli per l’intera umanità. Per lui, una nuova relazione bio-politica tra i cittadini e stato trasformando i cittadini in pura vita biologica (zoe) e privandoli della loro umanità (bios); e la biometria avrebbe preannunciato questo nuovo mondo.
In Dark Matters: On the Surveillance of Blackness, lo studioso di sorveglianza Simone Browne formula una critica simile a quella di Agamben citando un recente studio relativo alla ricerca e sviluppo della biometria che ha scoperto che il sistema di classificazione di genere ricercato “è incline a classificare gli africani come maschi e Mongoloidi come femmine.” Di conseguenza, Browne sostiene che la concezione di una tecnologia biometrica obiettiva è difficile se tali sistemi sono progettati soggettivamente e sono vulnerabili a causare errori come descritto precedentemente. La forte espansione delle tecnologie biometriche nel settore pubblico e privato amplifica questa preoccupazione. La crescente mercificazione della biometria da parte del settore privato aumenta il rischio di perdita di valore umano. In effetti, le corporazioni valutano le caratteristiche biometriche più di quanto gli individui valutino. Browne prosegue suggerendo che la società moderna dovrebbe incorporare una “coscienza biometrica” che “implichi un dibattito pubblico informato su queste tecnologie e la loro applicazione, e responsabilità da parte dello stato e del settore privato, dove la proprietà e l’accesso ai dati del proprio corpo e altra proprietà intellettuale generata dai dati del proprio corpo deve essere intesa come un diritto. ”
Altri studiosi hanno sottolineato, tuttavia, che il mondo globalizzato si trova di fronte a un’enorme massa di persone con identità civili deboli o assenti. La maggior parte dei paesi in via di sviluppo ha documenti deboli e inaffidabili e le persone più povere non hanno nemmeno quei documenti inaffidabili. Senza identità personali certificate, non c’è certezza del diritto, nessuna libertà civile. Ciascuno può rivendicare i propri diritti, incluso il diritto di rifiutare di essere identificato, solo se è un soggetto identificabile, se ha un’identità pubblica. In tal senso, la biometria potrebbe svolgere un ruolo fondamentale nel sostenere e promuovere il rispetto della dignità umana e dei diritti fondamentali.

### Privacy e discriminazione
È possibile che i dati ottenuti durante l’iscrizione possano essere utilizzati in modi per i quali l’individuo iscritto non abbia acconsentito. Ad esempio, la maggior parte delle caratteristiche biometriche potrebbe rivelare condizioni mediche fisiologiche e/o patologiche (ad esempio, alcuni modelli di impronte digitali sono correlate a malattie cromosomiche, modelli di iride potrebbero rivelare il sesso genetico, modelli di vene potrebbero rivelare malattie vascolari, la maggior parte della biometria comportamentale potrebbe rilavare malattie neurologiche, ecc.). Inoltre, la biometria di seconda generazione, in particolare la biometria comportamentale ed elettro-fisica (ad esempio, basata su elettrocardiografia, elettroencefalografia, elettromiografia), potrebbe essere utilizzata anche per il rilevamento delle emozioni.
Esistono tre categorie di preoccupazioni sulla privacy:
- Ambito funzionale non intenzionale: l’autenticazione va oltre l’autenticazione, come trovare un tumore.
- Ambito di applicazione non intenzionale: il processo di autenticazione identifica correttamente l’oggetto quando il soggetto non desidera essere identificato.
- Identificazione nascosta: il soggetto viene identificato senza cercare identificazione o autenticazione, ovvero il volto di un soggetto è identificato in una folla.

### Pericolo per i proprietari di oggetti
Quando i ladri non possono accedere a proprietà sicure, c’è la possibilità che i ladri inseguano e aggrediscano il proprietario per ottenere l’accesso. Se l’oggetto è protetto con un dispositivo biometrico, il danno al proprietario potrebbe essere irreversibile e potenzialmente costare di più della proprietà protetta. Ad esempio, nel 2005, i ladri di auto malesi hanno tagliato un dito al proprietario di una Mercedes-Benz Classe S quando hanno tentato di rubare l’auto.

### Biometria cancellabile
Un vantaggio delle password rispetto alle biometrie è che possono essere re-impostate. Se un token o una password vengono persi o rubati, possono essere cancellati e sostituiti da una versione più recente. Questo non è naturalmente disponibile con le biometrie. Se il volto di qualcuno viene compromesso da un database, non possono cancellarlo o riemetterlo. Se l’identificatore biometrico elettronico viene rubato, è quasi impossibile cambiare una caratteristica biometrica. Ciò rende discutibile la funzione biometrica della persona per l’utilizzo futuro dell’autenticazione, come nel caso di hacking delle informazioni di base relative alla sicurezza dall’Office of Personnel Management (OPM) negli Stati Uniti.
La biometria cancellabile è un modo per incorporare la protezione e le funzionalità sostitutive in biometria per creare un sistema più sicuro. Fu proposto per la prima volta da Ratha et al.
“La biometria cancellabile si riferisce alla distorsione intenzionale e sistematicamente ripetibile delle caratteristiche biometriche al fine di proteggere i dati sensibili dell’utente. Se una funzionalità cancellabile viene compromessa, le caratteristiche di distorsione vengono modificate e la stessa biometria viene mappata su un nuovo modello, che è usato successivamente. La biometria cancellabile è una delle principali categorie per scopi di protezione dei modelli biometrici oltre al crittosistema biometrico.” Nel crittosistema biometrico, “le tecniche di modifica che correggono gli errori sono impiegate per gestire le variazioni tra le classi.” Ciò garantisce un alto livello di sicurezza ma ha limitazioni come il formato di input specifico di solo piccole variazioni tra le classi. 
Sono stati proposti diversi metodi per generare nuovi biometrie esclusive. Il primo sistema biometrico cancellabile basato sulle impronte digitali è stato progettato e sviluppato da Tulyakov et al. In sostanza, i dati biometrici cancellabili eseguono una distorsione dell’immagine o delle caratteristiche biometriche prima della corrispondenza. La variabilità dei parametri di distorsione fornisce la natura cancellabile dello schema. Alcune delle tecniche proposte operano utilizzando i propri motori di riconoscimento, come Teoh et al. e Savvides et al., mentre altri metodi, come Dabbah et al., traggono vantaggio dal progresso della ricerca biometrica consolidata per il riconoscimento frontale. Sebbene ciò accresca le restrizioni sul sistema di protezione, rende i modelli cancellabili più accessibili per le tecnologie biometriche disponibili.

### Biometria leggera
I tratti biometrici leggeri sono caratteristiche umane fisiche, comportamentali o aderenti che derivano dal modo in cui gli esseri umani normalmente distinguono i loro pari (ad esempio altezza, sesso, colore dei capelli). Sono utilizzati per integrare le informazioni sull’identità fornita dagli identificatori biometrici primari. Anche se le caratteristiche biometriche leggere mancano della distintività e delle permanenza nel riconoscere un individuo in modo univoco e affidabile e possono essere facilmente falsificate, forniscono alcune prove sull’identità dell’utente che potrebbero essere utili. In altre parole, nonostante non siano in grado di individuare un soggetto, sono efficaci nel distinguere le persone. Combinazioni di attributi personali come sesso, razza, colore degli occhi, altezza e altri segni di identificazione visibili possono essere utilizzati per migliorare le prestazioni dei sistemi biometrici tradizionali. La maggior parte dei dati biometrici leggeri può essere facilmente raccolta e viene effettivamente raccolta durante la registrazione. A questo punto, vengono sollevate due importanti questioni etiche dalla biometria leggera. La prima riguarda il fatto che alcuni dei tratti biometrici leggeri sono fortemente basati sulla cultura; per esempio, i colori della pelle per determinare il rischio etnico di supportare approcci razzisti, il riconoscimento biometrico del sesso nel migliore dei casi riconosce il genere dai caratteri sessuali terziari, non essendo in grado di determinare i sessi genetici dai cromosomi; i dati biometrici leggeri per il riconoscimento dell’invecchiamento sono spesso profondamente influenzati dagli stereotipi degli anziani, ecc. Secondariamente, la biometria leggera ha un forte potenziale per categorizzare e profilare le persone, rischiando così di sostenere processi di stigmatizzazione ed esclusione.

### Condivisione internazionale dei dati biometrici
Molteplici nazioni, tra cui gli Stati Uniti, stanno pianificando di condividere i loro dati biometrici con le altre nazioni. 
In una testimonianza davanti al Comitato per gli stanziamenti della Camera degli Stati Uniti, sottocommissione per la sicurezza interna su “identificazione biometrica” nel 2009, Kathleen Kraninger e Robert A Mocny hanno commentato la cooperazione internazionale e la collaborazione per quanto riguarda i dati biometrici, come segue: 
“Per garantire la chiusura delle reti terroristiche prima che arrivino negli Stati Uniti, dobbiamo anche assumere un ruolo prioritario nella guida degli standard biometrici internazionali. Sviluppando sistemi compatibili, saremo in grado di condividere in sicurezza le informazioni sui terroristi a livello internazionale per rafforzare le nostre difese. Proprio come stiamo migliorando il modo in cui collaboriamo con il governo degli Stati Uniti per identificare ed eliminare i terroristi e altre persone pericolose, abbiamo lo stesso obbligo di lavorare con i nostri partner all’estero per impedire ai terroristi di fare qualsiasi mossa inosservata. La biometria fornisce un nuovo modo per portare alla luce le vere identità dei terroristi, privandole del loro più grande vantaggio, rimanendo sconosciute.”
Secondo un articolo scritto nel 2009 da S. Magnuson sulla rivista della difesa nazionale intitolato “Dipartimento della Difesa sotto pressione per condividere dati biometrici”, gli Stati Uniti hanno accordi bilaterali con altre nazioni finalizzati alla condivisione di dati biometrici. [56] Per citare quell’articolo:
“Miller [un consulente per l’Office of Homeland Defense e gli affari della sicurezza americana] ha dichiarato che gli Stati Uniti hanno accordi bilaterali per condividere dati biometrici con circa 25 paesi. Ogni volta che un leader straniero ha visitato Washington negli ultimi anni, il Dipartimento di Stato ha fatto in modo di firmare un tale accordo.”

### Probabilità di una completa divulgazione governativa
Alcuni membri della comunità civile sono preoccupati di come vengono utilizzati i dati biometrici ma la divulgazione completa potrebbe non essere imminente. In particolare, la relazione non classificata della task force del Defense Science Board degli Stati Uniti sulla biometria della difesa afferma che è saggio proteggere, e talvolta persino mascherare, la reale e totale estensione delle capacità nazionali in settori direttamente collegati alla condotta delle attività correlate alla sicurezza. Ciò si applica anche alla biometria. Si prosegue affermando che questa è una caratteristica classica dell’intelligence e delle operazioni militari. In breve, l’obiettivo è preservare la sicurezza di “fonti e metodi”.